# Heidi de Gier
Heidi de Gier (1977) is een in Utrecht gevestigde Nederlands fotograaf.

## Carrière
De Gier rondde in 2005 haar opleiding aan de Hogeschool voor de Kunsten Utrecht af en vestigde zich als zelfstandig fotograaf. Ze fotografeerde o.a. voor WIRED, de Volkskrant, De Correspondent, Vrij Nederland, nrc.next en NRC Handelsblad, Trouw en Opzij.
Haar boek en project A Falling Horizon, over een boerenbedrijf in de Biesbosch op een gebied dat aan de natuur werd teruggegeven, werd in 2011 onderscheiden en geselecteerd als een van de 'Best Verzorgde Boeken' en 'Best Photobooks' van PhotoEye.